# Echinorhynchus rhenanus
Echinorhynchus rhenanus är en hakmaskart som först beskrevs av Yves-Jean Golvan 1969.  Echinorhynchus rhenanus ingår i släktet Echinorhynchus och familjen Echinorhynchidae. Inga underarter finns listade i Catalogue of Life.